# Merophysia andreinii
Merophysia andreinii is een keversoort uit de familie zwamkevers (Endomychidae). De wetenschappelijke naam van de soort werd in 1930 gepubliceerd door Gridelli.